# Mistrzostwa Polski w Skokach Narciarskich 1936
17. Mistrzostwa Polski w Skokach Narciarskich – zawody o mistrzostwo Polski w skokach narciarskich, które odbyły się 8 marca 1936 roku na skoczni na Hali Kondratowej w Zakopanem.
W konkursie o mistrzostwo Polski zwyciężył Stanisław Marusarz, srebrny medal zdobył Bronisław Czech, a brązowy - Stanisław Giewont.

## Wyniki konkursu
| Miejsce | Zawodnik           | Klub           | Skok 1 | Skok 2 | Punkty |
| ------- | ------------------ | -------------- | ------ | ------ | ------ |
| 1.      | Stanisław Marusarz | SNPTT Zakopane | 57,0   | 58,5   | 225,0  |
| 2.      | Bronisław Czech    | SNPTT Zakopane | 45,5   | 49,0   | 203,3  |
| 3.      | Stanisław Giewont  | Sokół Zakopane | 37,0   | 50,0   | 189,2  |
| 4.      | Mieczysław Kozdruń | SKN Katowice   | 39,0   | 45,5   | 182,3  |
| 5.      | Roman Serafin      | Sokół Zakopane | 35,0   | 43,0   | 180,6  |
| 6.      | Jan Dawidek        | SNPTT Zakopane | 41,0   | 41,5   | 179,5  |
| 7.      | Franciszek Fiedor  | SKN Katowice   | 41,0   | 43,0   | 178,5  |
| 8.      | Szymon Sykała      | AZS Kraków     | 39,5   | 41,5   | 171,5  |

W konkursie wzięło udział 23 zawodników.